# Crostwick
Crostwick är en civil parish i Storbritannien.   Den ligger i grevskapet Norfolk och riksdelen England, i den sydöstra delen av landet, 160 km nordost om huvudstaden London. Arean är 2,8 kvadratkilometer.
Terrängen i Crostwick är mycket platt.